# 録音図書
録音図書（ろくおんとしょ）とは、音訳者が視覚障害を持つ利用者への情報提供を目的として製作した録音物で、一定の基準に基づいて、「文字、図、表等をできる限り忠実に音声化したもの」である。
換言すれば、著作権法第37条第3項に定める「点字図書館その他の視覚障害者の福祉の増進を目的とする施設で政令で定めるもの」による「専ら視覚障害者向けの貸出しの用若しくは自動公衆送信（送信可能化を含む）の用に供するための録音」物である。

## 概要
録音図書は、視覚に依存する墨字情報の取得が困難な人々にも読書に親しんでもらうため、書籍のテキストを音訳し、テープやCDなどに記録したメディアである。盲学校・盲人会・点字図書館などの視覚障害者福祉施設で制作・所蔵され、視覚障害者への貸し出しに供されている。2005年の調査によると全国の視覚障害者情報提供施設にはテープ図書とデイジー図書合わせて約73万タイトルの録音図書が所蔵されている。そのうち重複して制作されている録音図書が30〜40％もあるといわれており、その重複を少なく見積もっても一つの施設で選べるタイトル数はせいぜい8000点と考えられている。これら施設に所蔵されている録音図書はネットワークや目録によってタイトルを検索し相互貸し出しを通じ利用が可能であるが、これに属しない各地の音訳ボランティアグループなどが制作し所蔵している録音図書を網羅的にカタログ化しているデータベースが存在しない。したがって、これらのせっかく制作された録音図書が有効により多くの利用に供されていない問題がある。また録音図書のジャンルが文芸作品に偏っている問題が指摘されており、全体の40-50%のタイトルが文学作品だと言われている。これは図表のない文芸作品は文字のみ音訳すればよく下調べなど音訳の準備の負担が比較的少ないことや、製作者自身が好みの作品を読んで音訳する傾向があることが主な原因である。

## 媒体
録音図書を収録する媒体（メディア）としては、オープンリール式録音テープ、カセットテープ、コンパクト･ディスク、電子ファイルが挙げられる。2007年には、カセットテープからCDへの移行が顕著であった。

### オープンリール式録音テープ
テープレコーダーが普及し始めた1950年代終わり頃から、日本点字図書館などによって、オープンリール式の7インチテープによる録音図書の制作が始められた。しかし、このテープは、ちょっとした不注意や機械の不具合で、テープが伸びてしまったり切れたり抔のトラブルに合うことがあり、また、機器も重くてテープ共々かさばり、かなり不便なものであった。

### カセットテープ
日本点字図書館の場合、1976年にオープンリール形式のテープから移行する際に、走行速度を通常の半分の2.4cm/秒に遅くしてのテープ伸び減少、半速録音を実現した。これにより、たくさんの文章を録音することができ、さらに、配達するときに荷物を半分に圧縮できたり、書庫スペースの節約にも繋げる事が可能となった。しかし、通常のカセットテープの場合、あくまでも規格が定められている為、特別に許可を得て、当時の松下電器との共同開発によって盲人用テープレコーダーが造られた。以来、2011年まで35年間にわたりデイジー図書の併用期間を経て、カセットテープ形式の録音図書が使用された。

### コンパクト・ディスク（CD）
セクションやフレーズの情報が付加するデイジーという国際規格に基づいて作成された録音図書を、デイジーの機能を維持したまま収録する媒体である。媒体としての価格が、他の媒体に比較して安価であることや、専用再生機を使用することによってレジュームや「しおり」などの機能を利用できることが特徴。専用再生機の他、再生用ソフトウエアによりパソコン上での使用となる。

### 電子ファイル
デイジーに基づいて作成された電子ファイルそのものである。専用ブラウザによってインターネット経由での利用などが実用化されている。